# 韓藝璃
韓藝璃（1984年12月23日—），本名金藝利，韓國女演員、舞者。
2007年以短篇電影《長頸鹿與非洲》在第12屆釜山國際電影節上首次亮相，正式出道。早期活躍于韓國獨立電影界，被業界人士稱作獨立電影界的全道嬿。2012年，拍攝了個人首部商業電影《朝韓夢之隊》，并憑此片電影獲得了第49屆百想藝術大賞電影部門 最佳新人女演員獎，逐漸打開大眾知名度。代表作有《朝韓夢之隊》、《海霧》、《青春時代》系列等。在進行演技活動的同時，韓藝璃也參與多個舞蹈公演，以舞者的身份活躍著。

## 個人經歷

### 1984年至2011年：早期生涯
韓藝璃1984年12月23日出生於南韓忠清北道堤川市，是家中的長女，有一個小2歲的妹妹和一個小5歲的弟弟。韓藝璃在28個月大的時候就開始學習舞蹈了，當時所生活的堤川市並沒有合適的幼稚園，因而韓藝璃的父母將女兒送進了舞蹈學院。韓藝璃最初是芭蕾與現代舞專攻，選擇中學時，因為首爾當時提供宿舍的有舞蹈專業的藝術學校只有韓國國立國樂中學，於是韓藝璃就將舞蹈專攻方向轉為韓國傳統舞蹈，最後她也如願考入了韓國國立國樂中學。
|          | 就算我年紀大了，變成了老奶奶，也希望我能夠在我的小房間裡跳舞。並不是為了表演給誰看，只是因為這樣能夠讓我感覺到幸福。 |
| ——韓藝璃 | |

2005年，韓藝璃在韓國藝術綜合大學傳統藝術學院就讀期間幫助隔壁電影學院的朋友編排電影中需要的舞蹈，以此為契機進入了電影界。
2007年，接受電影學院朋友的邀約，主演電影學院的畢製作品《長頸鹿與非洲》，以本名金藝利正式出道，並憑此片獲得了Mise-en-scene短篇电影節及大邱短篇電影節的最佳演技賞。此後持續在獨立電影界展開演技活動，拍攝多部獨立短篇電影。2008年，拍攝獨立記錄電影《藍色江流淌》，飾演淑兒。2009年，與朴智英、洪宗玄合作，主演長篇電影《向著大海，再一步》，飾演患有嗜睡症的女高生媛優。2010年通過《百年偕老外傳》再次獲得Mise-en-scene短篇电影節的最佳演技賞。
2011年，簽約Saram Entertainment，使用藝名“韓藝璃”拍攝了個人第一部商業電影《朝韓夢之隊》，飾演北韓乒乓球選手俞順福。

### 2012年至2015年：逐漸成名
2012年，隨著電影《朝韓夢之隊》的上映，韓藝璃逐漸打開了大眾知名度，而後也憑這部電影入圍了第4屆年度電影獎、第33屆青龍電影節等獎項的新人賞，並奪得了第49屆百想藝術大獎電影部門女子新人賞，演技實力充分受到肯定。
2013年，主演電影《南方大作戰》、《間諜》、《同窗生》、《幻想中的你》陸續上映，並拍攝了第一部主演的電視劇《煙雨的夏天》，飾演經營修理店的獨立樂隊主唱李煙雨，並於年末獲得2013 KBS演技大獎Drama Special部門 女子獨幕劇賞。
2014年5月，擔任首爾国际女性電影節宣傳大使；8月，擔任韓國影像資料館宣傳大使；隨後，主演電影《海霧》上映，飾演偷渡的中國朝鮮族少女紅梅，該片改編自真實事件並獲選代表韓國角逐第87屆奧斯卡金像獎最佳外語片，韓藝璃也憑藉該片獲得第20屆春史電影獎的最佳女主角提名和第51屆大鐘獎、第35屆青龍電影獎、第51屆百想藝術大獎等獎項的最佳女配角獎提名。
2015年，首次與導演张律合作，主演獨立電影《胶片时代爱情》。同年12月，與尹啟相合作主演浪漫喜劇電影《戲劇性的一夜》上映，飾演美食造型師鄭詩厚，這也是她首次挑戰浪漫喜劇電影。

### 2016年至今：忠武路大勢女演員
2016年初，特別出演SBS25週年特別企劃大戲《六龍飛天》，飾演擁有反轉身份的「芸娘」，戲中出彩的舞蹈戲和武打戲引起了觀眾的廣泛關注。4月，以電影《最壞的一天》受邀參與第17屆全州國際電影節，并擔任韓國短篇競賽單元審查委員。6月，韓藝璃與安聖基、趙震雄合作主演動作驚悚電影《狩獵》，在片中飾演智障少女金陽順。7月，主演JTBC金土劇《青春時代》，在劇中飾演金融學系大四學生尹真明。8月，韓藝璃主演電影《最壞的一天》正式上映，飾演演員志願生恩熙 ，並憑藉該片獲得第53屆百想藝術大賞、第37屆青龍電影獎等獎項的最佳女主角提名。10月，受邀參與羅允權歌曲《Love Therapy》的Featuring；同時，受邀出任日本札幌國際短篇電影節的審查委員；隨後，再次與導演张律合作的電影《春夢》上映，該片被選為第21屆釜山國際電影節的開幕影片，韓藝璃也憑藉該片獲得了第18屆釜山電影評論家協會大獎最佳女主角獎。年末韓藝璃則被MAX MOVIE雜誌及My Daily新聞評選為“2016年度最具票房號召力女演員”第六名。
|                    | 她是用身體表達感情與情緒的舞者，所以習慣用身體來思考。每一個動作和表情都很自然、毫不費力，如同緩緩流淌的清水。 |
| ——《春夢》導演张律 | |

2017年8月，主演JTBC金土劇《青春時代》的續集《青春時代2》，飾演職場新鮮人尹真明；同時，主演的分段式電影《The Table》上映，飾演婚姻騙子恩熙。10月，擔任French Cinema Tour 2017 宣傳大使。
11月，被委任為首尔市宣传大使。
2018年3月，主演SBS水木劇《Switch-改變世界》，飾演熱血檢察官吳夏拉；5月，主演電影《冠軍大叔》上映，飾演生活力100段的單身媽媽秀真；6月，擔任MBC FM4U電台節目《FM電影音樂》的DJ。
2019年4月，主演SBS金土劇《綠豆花》，飾演大膽冷靜、夢想著成為一代巨商的全州旅閣主人宋慈仁，並於年末以此劇獲得了SBS演技大賞中篇電視劇部門女子優秀演技賞；7月，確認主演講述韓裔美國移民故事的好萊塢電影《夢想之地》，並以此為契機美國出道；9月，受邀擔任第13屆‘了不起的短篇電影節’主競爭單元決賽評審。
2020年1月，主演好萊塢電影《夢想之地》獲得了2020聖丹斯電影節的評審團大獎及觀眾獎；6月，主演tvN月火電視劇《了解的不多也無妨，是一家人》，飾演心軟、愛照顧人的二女兒金恩熙。
2021年主演電影《夢想之地》成為本季好萊塢頒獎季熱門，橫掃多個美國評論家協會獎項，並獲得了第78屆金球獎最佳外語片以及第93屆奧斯卡金像獎6項提名；演唱的電影主題曲《Rain Song》也獲得多個獎項與提名，並進入了奧斯卡金像獎的短名單；7月，受邀成為奧斯卡獎的主辦單位美國影藝學院的會員；9月，主演的tvN/OCN電視劇《Hometown》播出。

## 軼聞

### 藝名由來
韓藝璃本名是金藝利（김예리），她的母親在網路上搜尋時，發現同名的人太多了。於是取藝名為韓藝璃（한예리）。韓文中「한」是「一」的意思，意為唯一的藝璃。韓藝璃的官方粉絲名為OAO（One and Only）。
而關於藝名的漢字表記，雖說韓藝璃平常簽名時是用「利」，但Saram Entertainment為旗下藝人開設官方新浪微博時，正名中文藝名為「韓藝璃」。

### 關於經紀公司
Saram Entertainment的代表早在2009年就有意向簽約韓藝璃，但是當時的韓藝璃比起演員，更想要當一個舞者，因此拒絕了代表。但是2年後再次接到簽約邀請的時候，韓藝璃經過了近6個月的深思熟慮，最終決定與經紀公司簽約。

### 朝鮮專門演員
韓藝璃出演的角色裡有很多與北韓、朝鮮族相關的角色，簡而言之就是“朝鮮專門演員”。最初是拍攝獨立記錄電影《藍色江流淌》，此後的《朝韓夢之隊》、《間諜》、《海霧》、《春夢》等作品也飾演了有相似背景的角色。出演電視劇《六龍飛天》時，因為所飾演角色「芸娘」的故鄉是北韓的黃海道谷山郡，被觀眾誤會會不會是真的越南（從北韓越過邊境線來到南韓）演員。但在作品《青春時代》、《最壞的一天》中，韓藝璃也能夠擺脫北韓、朝鮮族的形象，展現不同的面貌，并贏得了眾多好評。

## 個人生活
2022年6月9日，韓藝璃透過經紀公司Saram Entertainment宣佈已於年初與交往多年的圈外男友結婚。

## 演出作品

### 電視劇
| 年份   | 播放頻道   | 戲劇名稱                       | 角色   | 登場集數            | 備註          |
| 2010年 | MBC        | 《Road No. 1》                 | 曹仁淑 | 6-13                | 特別出演      |
| 2013年 | KBS        | 《Drama Special－煙雨的夏天》  | 李煙雨 | 全劇                | 獨幕劇 女主角 |
| 2015年 | MBC Every1 | 《想像貓》                     | 福吉   | 全劇                | 聲音出演      |
| 2016年 | SBS        | 《六龍飛天》                   | 芸娘   | 27-37、41-45、49-50 | 特別出演      |
| 2016年 | JTBC       | 《青春時代》                   | 尹真明 | 全劇                | 主演          |
| 2017年 | JTBC       | 《青春時代2》                  | 尹真明 | 全劇                | 主演          |
| 2018年 | SBS        | 《Switch－改變世界》           | 吳夏拉 | 全劇                | 主演          |
| 2019年 | SBS        | 《綠豆花》                     | 宋慈仁 | 全劇                | 主演          |
| 2019年 | Netflix    | 《喜歡的話請響鈴》             | 電台DJ | 5                   | 聲音客串      |
| 2020年 | tvN        | 《了解的不多也無妨，是一家人》 | 金恩熙 | 全劇                | 主演          |
| 2021年 | tvN        | 《某一天滅亡來到我家門前》     | 病人   | 3、6                | 特别出演      |
| 2021年 | tvN        | 《Hometown》                   | 趙靜賢 | 全劇                | 主演          |
| 2023年 | wavve      | 《朴河京旅行记》               | 金妍珠 |                     | 特別出演      |
| 2024年 | MBC        | 《如此亲密的背叛者》           | 李御真 | 主演                |               |

### 電影
| 長篇電影作品 |                      |                  |          |
| 年份         | 電影名稱             | 角色             | 備註     |
| 2007年       | 《影子》             | 小官妓           | 編舞     |
| 2008年       | 《藍色江流淌》       | 淑兒             |          |
| 2009年       | 《向著大海，再一步》 | 金媛優           |          |
| 2009年       | 《坡州》             | 美愛             |          |
| 2009年       | 《歸鄉》             | 素妍             |          |
| 2010年       | 《校園鬼》           | 金蘭             |          |
| 2010年       | 《讀唇情緣》         | 李墨美(α,β)      |          |
| 2010年       | 《轉世在安陽》       |                  |          |
| 2010年       | 《One Night Stand》  | 不適用           | 編舞指導 |
| 2011年       | 《平凡的日子》       | 李孝莉           |          |
| 2011年       | 《冒險》             | 瑞英             |          |
| 2011年       | 《景福（경복）》     | 大學生           | 助理導演 |
| 2012年       | 《朝韓夢之隊》       | 俞順福           |          |
| 2013年       | 《南方大作戰》       | 崔珉珠           |          |
| 2013年       | 《間諜》             | 白雪熙           |          |
| 2013年       | 《同窗生》           | 李慧仁           |          |
| 2013年       | 《幻想中的你》       | 成車景           |          |
| 2014年       | 《群盜：民亂的時代》 | 谷智             | 特別出演 |
| 2014年       | 《海霧》             | 紅梅             |          |
| 2015年       | 《胶片时代爱情》     | 孫女             |          |
| 2015年       | 《戲劇性的一夜》     | 鄭詩厚           |          |
| 2016年       | 《狩獵》             | 金陽順           |          |
| 2016年       | 《最壞的一天》       | 恩熙             |          |
| 2016年       | 《春夢》             | 藝璃             |          |
| 2017年       | 《The Table》        | 恩熙             |          |
| 2018年       | 《冠軍大叔》         | 李秀真           |          |
| 2018年       | 《人狼》             | 具美京           |          |
| 2018年       | 《群山：詠鵝》       | 藥師             | 特別出演 |
| 2020年       | 《超“人”氣動物園》   | 閔彩玲           | 特別出演 |
| 2020年       | 《夢想之地》         | Monica（裴妍花） |          |
| 2025年       | 《春夜》             | 英京             |          |
| TBA          | 《永遠的週末》       | 秀景             |          |

| 短篇電影作品 |                             |                  |            |
| 年份         | 電影名稱                    | 角色             | 備註       |
| 2005年       | 《蘋果》                    |                  | 舞者出演   |
| 2006年       | 《激情奏鳴曲》              |                  |            |
| 2007年       | 《長頸鹿和非洲》            | 韓藝琳           | 正式出道作 |
| 2007年       | 《綻放的春天》              | 勝恩             |            |
| 2009年       | 《月球世界旅行》            | 藝璃             |            |
| 2009年       | 《丟失了時間》              |                  |            |
| 2009年       | 《鲭鱼》                    |                  |            |
| 2010年       | 《祝你一帆風順》            | 孝真             |            |
| 2010年       | 《Bang!》                   |                  |            |
| 2010年       | 《寸鐵殺人—百年偕老外傳篇》 | 成車景           |            |
| 2011年       | 《第四十九天》              | 小女兒（成車景） |            |
| 2011年       | 《紅椒宴》                  | 信愛             |            |
| 2011年       | 《物理課》                  | 李珠英           |            |
| 2014年       | 《存檔的幽靈-遺物篇》       | 旁白             |            |
| 2023年       | 《某個夢》                  | 韓善雨           |            |

### 短片
| 年份   | 名稱                                                      | 角色   | 備註                                 | 連結                                                      |
| 2013年 | 第15屆首爾国际女性電影節官方宣傳片                        | 不適用 |                                      | Ver.1                                                     |
| 2014年 | 韓國影像資料館官方宣傳片                                  | 不適用 |                                      | Ver.1 （页面存档备份，存于） Ver.2 （页面存档备份，存于） |
| 2017年 | 당신에게 가까이（向你靠近）                               | 少女   | 首爾市「三一節」紀念影片             | Ver.1 （页面存档备份，存于） Ver.2 （页面存档备份，存于） |
| 2019年 | 韓國影像資料館 2019 官方宣傳片                            | 不適用 | 與電影相遇，韓國影像資料院           | Short Ver. Full Ver. （页面存档备份，存于）               |
| 2019年 | 韓國影像資料館 2019 官方宣傳片                            | 不適用 | 韓藝璃的小確幸，這裡是韓國影像資料院 | Short Ver. Full Ver.                                      |
| 2023年 | 멈(Mu:m)춤 X 다름을 마주보다（Mu:m 舞Project 面對差異篇） | 不適用 | 2023文化藝術教育祝祭宣傳片           | Full Ver. （页面存档备份，存于）                          |

### MV
| 年份   | 曲名                        | 演唱者         | 收錄專輯     | 備註                           | 連結           |
| 2015年 | 비밀연애（秘密戀愛）        | 10cm           | 3.1          | 電影《戲劇性的一夜》合作劇情版 | Naver TV上的MV |
| 2016年 | Sketchbook                  | 屋頂月光       | RE:TAG       |                                | YouTube上的MV  |
| 2016年 | Love Therapy                | 羅允權、韓藝璃 | Love Therapy | 錄音室版                       | YouTube上的MV  |
| 2016年 | Paint my world in colours   |                |              | 電影《最壞的一天》劇情版       | Naver TV上的MV |
| 2017年 | 그거（那個）                | 張才人         | LIQUID       | 電影《The Table》合作劇情版    | Naver TV上的MV |
| 2019年 | 꿈처럼 남아（如夢一般留下） | 金允珠         | 꿈처럼 남아  |                                | YouTube上的MV  |
| 2023年 | 빛（光）                    | 白鉉真         | 빛           |                                | YouTube上的MV  |
| 2024年 | La Vie Rosée                | 金倫我         | 官能小說     |                                | YouTube上的MV  |
| 2025年 | 원해 (WANT IT!)             | 鮮于貞娥       | 燦爛         |                                | YouTube上的MV  |

## 音樂作品

### OST
| 年份   | 曲名                      | 備註                           |
| 2009年 | 한 뼘 더（再一步）        | 電影《向著大海，再一步》片尾曲 |
| 2013年 | 연우수리점（煙雨修理店）  | KBS獨幕劇《煙雨的夏天》OST     |
| 2013年 | 제 이름은요（我的名字是） | KBS獨幕劇《煙雨的夏天》OST     |
| 2021年 | Rain Song                 | 電影《夢想之地》OST            |
| 2021年 | Wind Song                 | 電影《夢想之地》OST            |

### 合作歌曲
| 年份   | 曲名              | 收錄專輯      | 合作藝人   | 備註      | 連結          |
| 2016年 | Love Therapy      | Love Therapy  | 羅允權     | Featuring | YouTube上的MV |
| 2018年 | 倖存者的悲傷 Pt.2 | Mother Nature | Yoon Juhee | 旁白      |               |

## 公演
| 公演名稱                                                            | 公演日期       | 場次   | 舉行地點                | 備註                   |
| 괘담（怪談）                                                        | 2007年7月7日   | 仁川場 |                         | 音樂劇                 |
| Red-白熱                                                            | 2008年10月21日 |        | Arko藝術劇場大劇場      | 首爾舞蹈節開幕作品     |
| 찰나,소나기를 품다 （剎那-陣雨降臨）                                | 2009年10月22日 | 釜山場 | 國立釜山國樂院          |                        |
| 찰나,소나기를 품다 （剎那-陣雨降臨）                                | 2009年10月23日 | 釜山場 | 國立釜山國樂院          |                        |
| 굿（Good）                                                          | 2011年11月     |        |                         | 韓藝璃編舞作品         |
| 그림 속으로 들어간 소녀 （進入了畫中的少女）                        | 2012年12月12日 | 首爾場 | 世宗文化會館 M Theater  | 韓藝璃編舞作品         |
| 그림 속으로 들어간 소녀 （進入了畫中的少女）                        | 2013年5月22日  | 釜山場 | 電影的殿堂              | 韓藝璃編舞作品         |
| 그림 속으로 들어간 소녀 （進入了畫中的少女）                        | 2013年5月23日  | 釜山場 | 電影的殿堂              | 韓藝璃編舞作品         |
| 설령, 아프더라도 （雖然很痛）                                       | 2014年9月19日  | 首爾場 | ArkO藝術劇場            |                        |
| 설령, 아프더라도 （雖然很痛）                                       | 2014年9月20日  | 首爾場 | ArkO藝術劇場            |                        |
| 굿 （Good）                                                         | 2014年12月4日  | 釜山場 | 電影的殿堂              | 韓藝璃編舞作品         |
| 굿 （Good）                                                         | 2014年12月5日  | 釜山場 | 電影的殿堂              | 韓藝璃編舞作品         |
| 소녀 （少女）                                                       | 2014年12月24日 | 首爾場 | 國立中央劇場 KB天空劇場 |                        |
| 首爾市立舞蹈團：더 토핑 （The Topping）                             | 2016年12月8日  | 首爾場 | 世宗文化會館 M Theater  |                        |
| 首爾市立舞蹈團：더 토핑 （The Topping）                             | 2016年12月9日  | 首爾場 | 世宗文化會館 M Theater  |                        |
| 그림 속으로 들어간 소녀 2017 （進入了畫中的少女 2017）              | 2017年3月11日  | 首爾場 | 國立中央劇場            | 韓藝璃編舞作品         |
| 〈筆劃:奇跡〉 - PART.4 門紋:編號 '8434 (The gift)'                  | 2017年5月26日  | 釜山場 | KB Art Hall             |                        |
| DITTO 10th Anniversary Family Concert 디토 카니발（DITTO CARNIVAL） | 2017年7月2日   | 首爾場 | 藝術殿堂 Concert Hall   |                        |
| 그림 속으로 들어간 소녀 2017 （進入了畫中的少女 2017）              | 2017年10月14日 | 首爾場 | KT＆G 想象廳            | 韓藝璃編舞作品         |
| 國立現代舞團：댄서 하우스 （Dancer House）                          | 2017年12月9日  | 首爾場 | 藝術殿堂 自由小劇場     |                        |
| 國立現代舞團：댄서 하우스 （Dancer House）                          | 2017年12月10日 | 首爾場 | 藝術殿堂 自由小劇場     |                        |
| NASSIM                                                              | 2018年4月12日  | 首爾場 | DOOSAN Art Center       | 一人即興話劇           |
| 偉大的遺產，與我們相見： 阿里郎，就像很久很久以前那樣               | 2019年9月22日  | 首爾場 | 國立中央博物館龍劇場    | 國立中央博物館特別企劃 |
| 統營國際音樂祭開幕特別公演： Dear Luna                              | 2021年3月26日  | 統營場 | BLACK BOX               | 特別嘉賓               |
| 統營國際音樂祭開幕特別公演： Dear Luna                              | 2021年3月27日  | 統營場 | BLACK BOX               | 特別嘉賓               |
| 統營國際音樂祭開幕特別公演： Dear Luna                              | 2021年3月28日  | 統營場 | BLACK BOX               | 特別嘉賓               |
| 首爾P4G首腦峰會開幕式公演：連理枝                                   | 2021年5月30日  | 不適用 |                         |                        |

## 主持

### 電視節目主持
| 播出日期             | 播出时间                | 播出頻道 | 節目名稱      | 備註                 |
| 2020年10月3日起      | 韓國時間每兩週六晚19:00 | SBS MTV  | 首爾X音樂旅行 | VLIVE提前1日網路首播 |
| 2023年5月6日-6月24日 | 韓國時間每週六晚19:10   | JTBC     | 韓國人的餐盤  | EP7-14 美國篇        |

### 電台節目主持
| 播出日期                   | 播出时间                | 播出頻道 | 節目名稱                 | 備註 |
| 2018年6月4日-2019年1月31日 | 韓國時間每晚20:00-21:00 | MBC FM4U | FM電影音樂，這裡是韓藝璃 |      |

### 典禮主持
| 日期           | 典禮名稱                                            | 合作藝人 | 備註     | 來源   |
| 2011年6月2日   | 第11屆首爾LGBT電影節開幕式                          | 徐俊英   |          | [ 33 ] |
| 2013年5月3日   | 第14屆全州國際電影節閉幕式                          | 李英真   |          | [ 34 ] |
| 2013年5月24日  | 第15屆首爾国际女性電影節開幕式                      | 邊永姝   |          | [ 35 ] |
| 2013年8月22日  | 第15屆首爾國際青少年電影節開幕式                    | 權律     | 兼任評審 | [ 36 ] |
| 2014年5月29日  | 第16屆首爾国际女性電影節開幕式                      | 邊永姝   |          | [ 37 ] |
| 2016年5月19日  | 韓國影像資料館坡州保存中心開館式                    | 權律     |          | [ 38 ] |
| 2017年3月31日  | 屋頂月光 全國巡迴 ‘2017 真心感謝你們所以來啦’仁川站 |          |          |        |
| 2017年4月13日  | 安聖基出道60週年特別展開幕式                        | 權律     |          | [ 39 ] |
| 2017年6月1日   | 第19屆首爾国际女性電影節開幕式                      |          | 兼任評審 | [ 40 ] |
| 2017年10月21日 | 第22屆釜山國際電影節閉幕式                          | 金太祐   |          | [ 41 ] |
| 2018年9月6日   | DMC Festival 2018 Radio DJ Concert                  | 裵哲秀   |          | [ 42 ] |
| 2018年10月5日  | 釜山國際電影節 第6屆Asia Star Awards                |          |          | [ 43 ] |
| 2019年5月2日   | 第20屆全州國際電影節開幕式                          | 崔元英   |          | [ 44 ] |
| 2022年8月25日  | 第24屆首爾国际女性電影節開幕式                      | 邊永姝   |          | [ 45 ] |

## 有聲書
| 出版/播出日期  | 書名               | 作者   | 出版社          | ISBN               | 備註                  |
| 2018年12月12日 | 《安樂》           | 殷墨德 | arte            | ISBN 9788950978761 | 初版限定有聲小說 影片 |
| 2020年10月1日  | 《地球盡頭的溫室》 | 金草葉 | millie Original | ISBN 9791196866778 |                       |
| 2020年10月1日  | 《冬日場景》       | 金嚴智 | millie Original | ISBN 9791160262049 |                       |

## 獲獎及提名列表
| 年度   | 授獎單位                                           | 獎項                           | 提名作品                    | 結果       |
| 2008年 | 第7屆Mise-en-scene短篇电影節                       | 評審特別賞 演技部門            | 《長頸鹿和非洲》            | 獲獎       |
| 2008年 | 第9屆大邱短篇電影節                                | 最佳演技賞                     | 《長頸鹿和非洲》            | 獲獎       |
| 2010年 | 第9屆Mise-en-scene短篇电影節                       | 評審特別賞 演技部門            | 《寸鐵殺人-百年偕老外傳篇》 | 獲獎       |
| 2011年 | 第32屆首爾國際舞蹈節                               | 優秀作品賞                     | 《굿（Good）》              | 獲獎       |
| 2012年 | 第33屆青龍電影獎                                   | 最佳女子新人獎                 | 《朝韓夢之隊》              | 提名       |
| 2013年 | 第4屆年度電影獎                                    | 發現獎                         | 《朝韓夢之隊》              | 提名       |
| 2013年 | 第4屆年度電影獎                                    | 最佳女子新人獎                 | 《朝韓夢之隊》              | 提名       |
| 2013年 | 第4屆年度電影獎                                    | 最佳女配角獎                   | 《朝韓夢之隊》              | 提名       |
| 2013年 | 第49屆百想藝術大獎                                 | 電影部門 最佳女子新人獎        | 《朝韓夢之隊》              | 獲獎       |
| 2013年 | 第49屆百想藝術大獎                                 | 电影部門 女子人氣賞            | 《朝韓夢之隊》              | 提名       |
| 2013年 | KBS演技大獎                                        | Drama Special部門 女子獨幕劇賞 | 《煙雨的夏天》              | 獲獎       |
| 2014年 | 第51屆大鐘獎                                       | 最佳女配角獎                   | 《海霧》                    | 提名       |
| 2014年 | 第35屆青龍電影獎                                   | 最佳女配角獎                   | 《海霧》                    | 提名       |
| 2015年 | 第10屆MAX MOVIE 最佳電影獎                         | 最佳女配角獎                   | 《海霧》                    | 提名       |
| 2015年 | 第20屆春史電影獎                                   | 最佳女主角奖                   | 《海霧》                    | 提名       |
| 2015年 | 第9屆亞洲電影大獎                                  | 最佳女配角獎                   | 《海霧》                    | 提名       |
| 2015年 | 第51屆百想藝術大獎                                 | 電影部門 最佳女配角獎          | 《海霧》                    | 提名       |
| 2015年 | 第51屆百想藝術大獎                                 | 电影部門 女子人氣賞            | 《海霧》                    | 提名       |
| 2015年 | 第24屆釜日電影賞                                   | 最佳女配角獎                   | 《海霧》                    | 提名       |
| 2016年 | 第52屆百想藝術大獎                                 | 電影部門 女子人氣賞            | 《戲劇性的一夜》            | 提名       |
| 2016年 | 第5屆 全州國際電影節 Moet Rising Star Awards       | 最佳女演員賞                   | 不適用                      | 獲獎       |
| 2016年 | 第4屆 釜山國際電影節 Marie Claire Asia Star Awards | Rising Star賞                  | 不適用                      | 獲獎       |
| 2016年 | JTBC Awards 2016                                   | 今年演技讓你印象最深刻的演員   | 《青春時代》                | 提名       |
| 2016年 | 第37屆青龍電影獎                                   | 最佳女主角獎                   | 《最壞的一天》              | 提名       |
| 2017年 | 第4屆野花電影賞                                    | 最佳女主角獎                   | 《最壞的一天》              | 提名       |
| 2017年 | 第53屆百想藝術大獎                                 | 電影部門 女子最優秀演技獎      | 《最壞的一天》              | 提名       |
| 2017年 | 第53屆百想藝術大獎                                 | 电影部門 女子人氣賞            | 《最壞的一天》              | 提名       |
| 2017年 | 第18屆釜山電影評論家協會大獎                       | 最佳女主角獎                   | 《春夢》                    | 獲獎       |
| 2017年 | 第12屆大韓民國大學電影節                           | 最佳女主角獎                   | 《最壞的一天》              | 獲獎       |
| 2017年 | 第1屆申Film藝術電影節                              | 商業電影部門 演員賞            | 不適用                      | 獲獎       |
| 2018年 | SBS演技大赏                                        | 水木劇部門女子最優秀演技獎     | 《Switch－改變世界》        | 提名       |
| 2019年 | SBS演技大赏                                        | 中篇電視劇部門女子優秀演技獎   | 《綠豆花》                  | 獲獎       |
| 2019年 | SBS演技大赏                                        | PD賞                           | 《綠豆花》                  | 提名       |
| 2019年 | SBS演技大赏                                        | 最佳情侶獎（with 曹政奭）      | 《綠豆花》                  | 提名       |
| 2020年 | 美國米德爾堡電影節                                 | 最佳整體演出                   | 《夢想之地》                | 獲獎       |
| 2020年 | 第1屆日暮電影圈影評人獎                            | 最佳整體演出                   | 《夢想之地》                | 提名       |
| 2020年 | 第41屆波士頓影評人協會獎                           | 最佳整體演出                   | 《夢想之地》                | 亚军       |
| 2020年 | 第25屆佛羅里達影評人協會獎                         | 最佳整體演出                   | 《夢想之地》                | 提名       |
| 2020年 | 第12屆印第安納電影記者協會電影獎                   | 最佳女主角                     | 《夢想之地》                | 提名       |
| 2020年 | 第12屆印第安納電影記者協會電影獎                   | 最佳整體演出                   | 《夢想之地》                | 提名       |
| 2021年 | 第5屆芝加哥獨立影評人                              | 最佳整體演出                   | 《夢想之地》                | 提名       |
| 2021年 | 第19屆哥倫布影評人協會                             | 最佳整體演出                   | 《夢想之地》                | 提名       |
| 2021年 | 第5屆新墨西哥影評人協會                            | 最佳整體演出                   | 《夢想之地》                | 獲獎       |
| 2021年 | 第1屆黃金名單                                      | 最佳女主角                     | 《夢想之地》                | 獲獎       |
| 2021年 | 第11屆好萊塢音樂傳媒獎                             | 最佳原創歌曲－獨立電影         | 《Rain Song》               | 提名       |
| 2021年 | 第18屆愛荷華影評人協會                             | 最佳歌曲                       | 《Rain Song》               | 亚军       |
| 2021年 | 第19屆華盛頓特區影評人協會獎                       | 最佳整體演出                   | 《夢想之地》                | 提名       |
| 2021年 | 第4屆女性影評人線上協會獎                          | 最佳整體演出                   | 《夢想之地》                | 提名       |
| 2021年 | 第26屆評論家選擇電影獎                             | 最佳整體演出                   | 《夢想之地》                | 提名       |
| 2021年 | 第3屆拉美裔娛樂電影獎                              | 最佳整體演出                   | 《夢想之地》                | 提名       |
| 2021年 | 第14屆底特律影評人協會                             | 最佳整體演出                   | 《夢想之地》                | 獲獎       |
| 2021年 | 第10屆喬治亞影評人協會獎                           | 最佳整體演出                   | 《夢想之地》                | 提名       |
| 2021年 | 第10屆喬治亞影評人協會獎                           | 最佳原創歌曲                   | 《Rain Song》               | 提名       |
| 2021年 | 第17屆奧斯汀影評人協會                             | 最佳整體演出                   | 《夢想之地》                | 獲獎       |
| 2021年 | 第25屆線上電影與電視協會獎                         | 最佳整體演出                   | 《夢想之地》                | 提名       |
| 2021年 | 第7屆下個最佳影片電影獎                            | 最佳整體演出                   | 《夢想之地》                | 提名       |
| 2021年 | 第27屆美國演員工會獎                               | 最佳電影整體演出               | 《夢想之地》                | 提名       |
| 2021年 | 第19屆金賽電影獎                                   | 最佳整體演出                   | 《夢想之地》                | 提名       |
| 2021年 | 第36屆獨立精神獎                                   | 最佳女配角                     | 《夢想之地》                | 提名       |
| 2021年 | 第93屆奧斯卡金像獎                                 | 最佳原創歌曲                   | 《Rain Song》               | 入圍短名單 |
| 2021年 | 第12屆韓國大眾文化藝術獎                           | 國務總理表彰                   | 不適用                      | 獲獎       |
| 2021年 | 韓國現代舞蹈協會 CODAKO Awards 2021                | 特別功勞獎                     | 不適用                      | 獲獎       |
| 2022年 | 第8屆 釜山國際電影節 Marie Claire Asia Star Awards | Marie Claire賞                 | 不適用                      | 獲獎       |

## 外部連結
- 官方網站 （页面存档备份，存于） 
- 韓藝璃的Instagram帳戶
- 韓藝璃的Facebook專頁
- 韓藝璃的新浪微博
- 韓藝璃的X（前Twitter）
- 官方Cafe One and Only （页面存档备份，存于） 
- SARAM娛樂官方的Instagram帳戶
- NAVER （页面存档备份，存于） 